# مارک بلیک (بازیکن فوتبال، زاده ۱۹۷۰)
مارک بلیک (انگلیسی: Mark Blake؛ زادهٔ ۱۶ دسامبر ۱۹۷۰) بازیکن فوتبال اهل بریتانیا است.
از باشگاه‌هایی که در آن بازی کرده‌است می‌توان به باشگاه فوتبال پورتسموث، باشگاه فوتبال منزفیلد تاون، باشگاه فوتبال استون ویلا، باشگاه فوتبال ولورهمپتون واندررز، باشگاه فوتبال کیدرمینستر هاریرس، باشگاه فوتبال والسال، و باشگاه فوتبال لستر سیتی اشاره کرد.
وی همچنین در تیم ملی فوتبال زیر ۲۱ سال انگلستان بازی کرده‌است.